# Градище (археологически паметник)
Вижте пояснителната страница за други значения на Градище.
Градището е вид археологически паметник, представляващ някога укрепено селище. Обхваща паметниците от каменно-медната епоха (наричана също медна епоха, халколит или енеолит) до Средновековието (XVI – XVII век). По правило градищата са се разполагали на трудно достъпни места – носове навътре в различни водоеми, понякога сред блата. Срещат се и доста мощни укрепления от по два и три вала и рова между тях с площ от 500 до 2000 м² и разположени на природно защитени места.